# مادهاف براساد غيمير
مادهاف براساد غيمير (23 سبتمبر 1919 - 18 أغسطس 2020)، هو شاعر وعالم نيبالي. تم تكريمه بلقب (شاعر الأمة) من قبل حكومة نيبال في عام 2003. بعض أعماله المشهورة تشمل «Gauri» و «Malati Mangale» و «Shakuntala» و Himalwaari Himalpaari. 

## الجوائز والتكريمات
بعض الجوائز والتكريمات التي حصل عليها:
- وسام الأكاديمية المتميز
- جائزة Bhanubhakta
- Tribhuwan Pragya Puraskar
- جائزة صاجها